# 夜桜お染
『夜桜お染』（よざくらおそめ）は、2003年（平成15年）10月14日から2004年（平成16年）1月27日に、フジテレビなどで毎週火曜日19時から19時54分に放映された連続時代劇。全10回。

## 概要
- 火事で両親を亡くしたお染(若村麻由美)が、菊川春之助一座で芸人として育った「夜桜お染」の物語。父の敵を探し、兄を捜すために、人知れず隠密になりながら、江戸の謎と恋を描く。

## キャスト
- 夜桜お染…若村麻由美
- 菊川一座に育てられ、踊りの師匠の傍ら…帯刀の依頼で父の後を引き継ぐべく、捕物に協力。
- 石室新十郎…内藤剛志
- 兄の仇討ちを口実に江戸へ出奔。浮浪者状態となり、お染と甚六に助けられ、甚六の下請けバイトの傍ら、お染に協力。
- 疾風の音次…片岡愛之助
- お染に最初、屋根職人として自己紹介。正体は長崎会所密偵。仮の職業の通り、高い処を渡るのが得意。
- 甚六…火野正平
- 菊川座裏方兼酒肆高砂屋経営で、お染を支えている。
- おたつ…平淑恵
- 菊川座主宰にして、笹原の愛人。お染の母親代わり。
- 笹原弥兵…山崎銀之丞
- 南町同心。事件の旅にお染たちと動く。
- 文次…井手らっきょ
- 弥兵配下の岡っ引き。
- おろく…南條瑞江
- 菊川座スタッフ
- 菊川あやめ…亜呂奈
- 岩間助右衛門…伊藤高
- 伊三郎…遠藤憲一
- 佐野屋勤務。お染に兄と勘違いされたことがある。
- 吉川帯刀…古谷一行
- お染の亡父の上司。お染に「本業の傍らでいいから」と捕り物の手伝いを依頼。
- 菊川三太夫…淀家萬月
- 菊川春之丞…鏡味仙三郎（太神楽師）
- 菊川小太郎…鏡味仙一（太神楽師）
- 菊川春吉…鏡味仙三（太神楽師）

### ゲスト
第1話
- 清太郎…尾美としのり
- 「今井屋」女将…大林菜穂子

第2話
- 半田彦四郎…益岡徹（第7･10話）
- 津田屋正三郎…西田健
- 市太郎…坂田雅彦
- 関守…渡辺哲
- 加藤正記
- 池田勝志
- 片岡松之
- 杉山幸晴
- 新村あゆみ
- 大野風花
- 中井太輝
- 真砂皓太
- なべやかん
- まついきよし
- 山崎貴司
- 多田頼満
- 一色大輔
- 金山佐知子
- 浪江佳代

第3話
- 鵜飼平八郎…松平健
- 百合姫…朱花
- 徳永将監…浅見小四郎
- 谷川運平…小林太樹
- 佐吉…佐藤仁哉
- 真崎十太夫…石田登星
- 西海屋四郎兵衛…園田裕久
- 浪人…福本清三
- 入江毅
- 小林太樹
- 岡田友孝
- 松尾勝人
- 入野花央
- 片岡松之
- 新村あゆみ

第4話
- 榊原無名斎…石橋蓮司
- 榊原隼人正…鷲生功
- 月春院…志乃原良子
- 垣内半兵衛…柴田善行
- 井筒屋久右衛門…芝本正
- 絵師…桑名湧
- 加藤正記
- 片岡松之

第5話
- 忠弥…田中健
- 音羽の伝五郎…田畑猛雄
- 瀬田の権兵衛…本城丸裕
- 夜鷹のおもん…井上紀子
- 秋葉の銀蔵…内田勝正
- 亥之吉…出光秀一郎
- 薄井要蔵…永野典勝
- 根津の丑松…峰蘭太郎
- 楠原喜左衛門…本田博太郎
- 勇家寛子
- 東田達夫
- 明石英子
- 山口幸晴

第6話
- おみの…前田亜季
- お徳…みやなおこ
- 助三郎…上杉祥三
- 久助…谷口高史
- 信吉…森田直幸
- お時…岡まゆみ
- お里…加藤まゆ美
- 武井三二
- 京太…本山力
- 唐木太
- 山北龍二
- 窪田弘和
- 安住祐季
- 高橋寿美
- 片岡松之

第7話
- 半田彦四郎…益岡徹
- お仲…山本みどり
- 杉田新蔵…南條豊
- 中岩屋喜左衛門…小沢象
- 女中頭・おしか…紅萬子
- 加藤正記
- 池田勝志
- 片岡松之
- 杉山幸晴
- 新村あゆみ
- 金澤太朗
- 都京助
- 石田直也
- 山本愉和
- 安並和沙
- 安住祐季
- 高橋寿美
- 田原美法

第8話
- 赤星平助…國村隼
- 柳川惣左衛門…三谷昇
- 留守居・田辺…津村鷹志
- 青木…丸岡奨詞
- 家老・三浦…真田健一郎
- 片岡松之
- 北見唯一
- 仲野毅
- 平井優也
- 高屋駿

第9話
- 松平康任…林与一
- 沢島兵部…石丸謙二郎
- 平林…高川裕也
- 「重の井」女将…宮田圭子
- 加藤正記
- 池田勝志
- 片岡松之
- 杉山幸晴
- 中井太輝
- 大野風花
- 塩川健司
- まついきよし
- 板垣新之助…大石昭弘
- 吉川淳史
- 清右衛門…根本一也
- 大林菜穂子
- 矢下田智和
- 石田直也
- 山本愉和

第10話
- おさだ…浅利香津代
- おなみ…松本麻希
- 相模屋徳兵衛…須永克彦
- 片岡松之
- 新村あゆみ
- 中井太輝
- 天野風花
- まついきよし
- 柴永滋
- 稲田龍雄
- 奥深山新
- 田村良雄
- 入野花央

## スタッフ
- 原案：金子成人
- 企画：能村庸一、西岡善信
- 脚本：金子成人、田村惠、中村努
- 監督：井上昭、斎藤光正、杉村六郎、原田眞治、小笠原佳文、三村晴彦、田中幹人
- 音楽：coba
- OPテーマ：coba「3番目のi wish」
- 殺陣：宇仁貫三
- 美術監修：西岡善信
- 音響効果：柴崎憲治
- 現像・テレシネ：IMAGICAウェスト
- 製作協力：松竹京都映画
- プロデューサー：保原賢一郎、西村維樹
- 製作：フジテレビ、映像京都

## 放映リスト
1. 炎の記憶（2003年10月14日）
2. 金の仏像（2003年10月21日）
3. 姫君と浪人（2003年10月28日）
4. 消えたおいらん（2003年11月4日）
5. 間違えられた男（2003年11月11日）
6. お時殺し（2003年12月2日）
7. 黒い渦（2003年12月9日）
8. 幼なじみ（2004年1月13日）
9. 親の仇（2004年1月20日）
10. 迷子石（2004年1月27日）

## 前後番組
| フジテレビ系 火曜19時台                | フジテレビ系 火曜19時台         | フジテレビ系 火曜19時台                |
| 前番組                                 | 番組名                          | 次番組                                 |
| -------------------------------------- | ------------------------------- | -------------------------------------- |
| とくダネ!発 GO-ガイ! ※金曜19時台に移動 | 夜桜お染 （ここから火曜時代劇） | 剣客商売 (テレビドラマ)（第5シリーズ） |